# 塞巴斯蒂安 (佛罗里达州)
塞巴斯蒂安（英語：Sebastian），是美国佛罗里达州印第安河縣下属的一座城市。建立于1924年。面积约为35.1平方公里（约合13.5平方英里）。根据2010年美国人口普查，该市有人口21,929人。论人口在本州排行第96。